# 北海道運輸局
北海道運輸局（ほっかいどううんゆきょく）は、国土交通省の地方支分部局で運輸・交通に関する業務を行う地方運輸局の一つである。北海道全域を管轄区域としている。

## 組織および所在地

### 本局
- 所在地：北海道札幌市中央区大通西10丁目　札幌第二合同庁舎
- 総務部
  - 安全防災・危機管理調整官
  - 総務課
  - 人事課
  - 会計課
  - 安全防災・危機管理課
  - 広報対策官
- 交通政策部
  - 計画調整官
  - 交通企画課
  - 環境・物流課
  - バリアフリー推進課
- 企画観光部
  - 観光企画課
  - 国際観光課
  - 観光地域振興課
  - 観光政策推進官
- 鉄道部
  - 計画課
  - 技術・防災課
  - 安全指導課
  - 鉄道安全監査官
- 自動車交通部
  - 旅客第一課
  - 旅客第二課
  - 貨物課
  - 自動車監査官
- 自動車技術安全部
  - 管理課
  - 整備・保安課
  - 技術課
  - 保安・環境調整官
- 海事振興部
  - 旅客・船舶産業課
  - 貨物・港運課
  - 船員労政課
  - 船舶産業振興官
- 海上安全環境部
  - 海事保安・事故保障対策調整官
  - 船舶安全環境課
  - 船員労働環境・海技資格課
  - 運航労務監理官
  - 海事技術専門官（船舶検査官）
  - 海事技術専門官（船舶測度官）
  - 海技試験官
  - 外国船舶監督官

### 出先機関

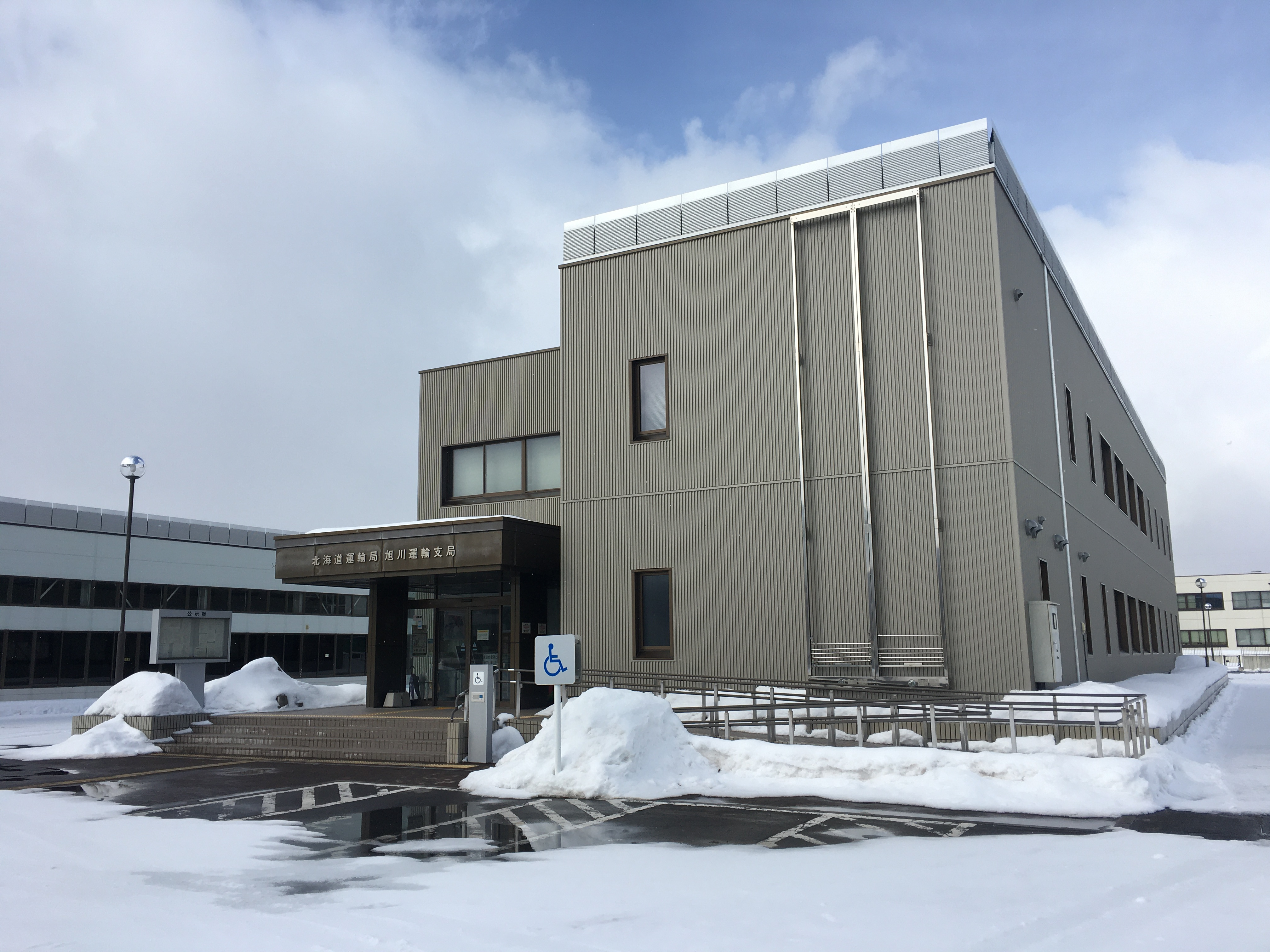
旭川運輸支局（2020年2月）

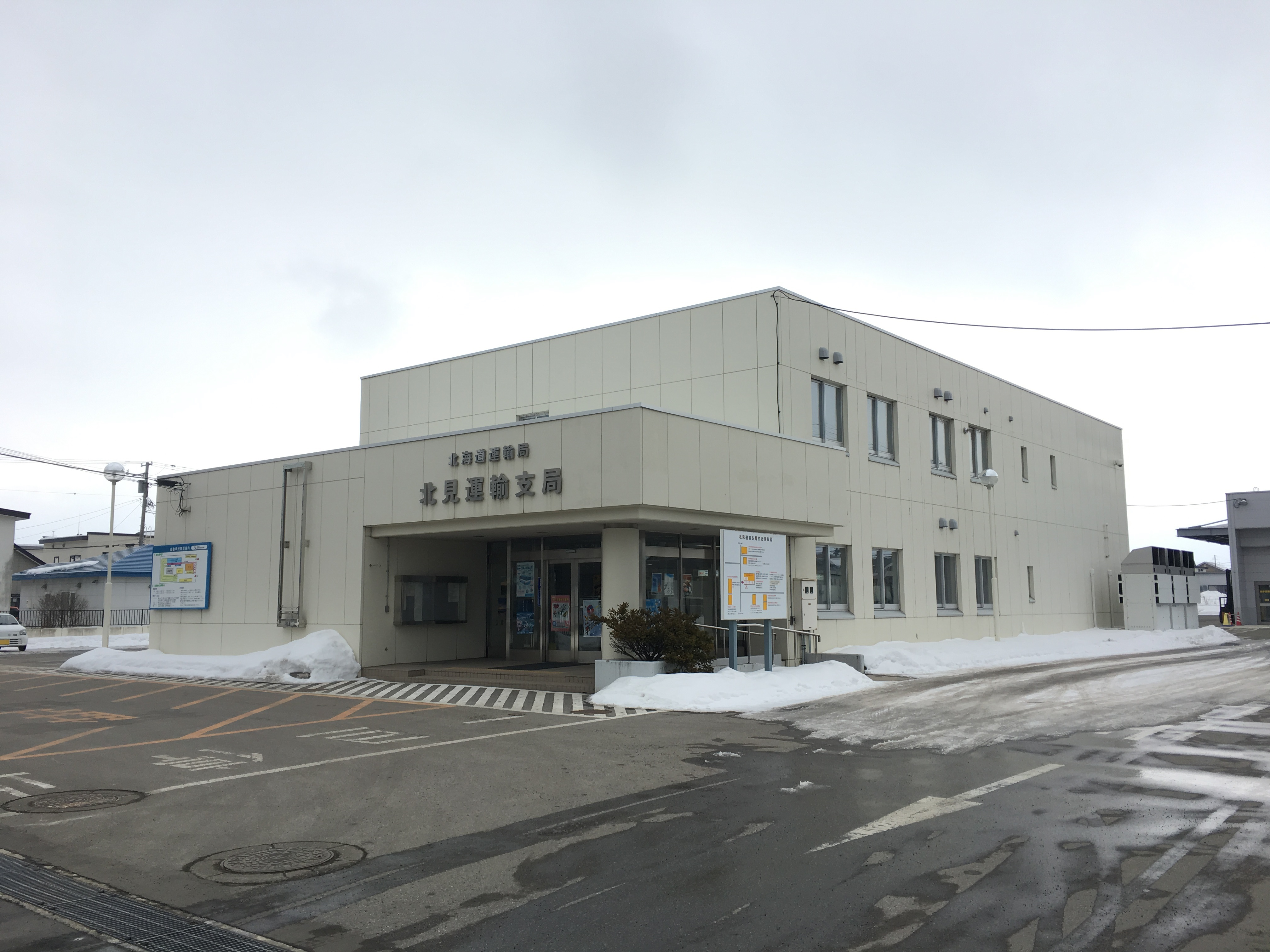
北見運輸支局（2019年3月）

#### 陸運部門
（）内は交付されるナンバープレートに付される都市・地域名
札幌運輸支局（「札幌」）
- 所在地：北海道札幌市東区北28条東1丁目
- 管轄区域：石狩振興局管内、後志総合振興局管内、空知総合振興局管内（深川市および雨竜郡を除く）

函館運輸支局本庁舎（「函館」）
- 所在地：北海道函館市西桔梗町555-24
- 管轄区域：渡島総合振興局管内、檜山振興局管内

旭川運輸支局本庁舎（「旭川」）
- 所在地：北海道旭川市春光町10-1
- 管轄区域：上川総合振興局管内、留萌振興局管内、宗谷総合振興局管内、空知総合振興局（深川市および雨竜郡）

室蘭運輸支局本庁舎（「室蘭」「苫小牧」）
- 所在地：北海道室蘭市日の出町3丁目4-9
- 管轄区域：胆振総合振興局管内、日高振興局管内
- 「苫小牧」ナンバー対象地域：苫小牧市

釧路運輸支局（「釧路」「知床」）
- 所在地：北海道釧路市鳥取大通6丁目2-13
- 管轄区域：釧路総合振興局管内、根室振興局管内
- 「知床」ナンバー対象地域：野付郡、標津郡、目梨郡

帯広運輸支局（「帯広」）
- 所在地：北海道帯広市西19条北1丁目8-4
- 管轄区域：十勝総合振興局管内
- 「十勝」ナンバー対象地域（2025年〈令和7年〉5月頃から予定[1]）：音更町、士幌町、上士幌町、鹿追町、新得町、清水町、芽室町 、中札内村、更別村、大樹町、広尾町、幕別町、池田町、豊頃町、本別町、足寄町、陸別町、浦幌町

北見運輸支局（「北見」「知床」）
- 所在地：北海道北見市東三輪3丁目23-2
- 管轄区域：オホーツク総合振興局管内
- 「知床」ナンバー対象地域：斜里郡

#### 海事部門
石狩・後志・空知・上川・留萌の各振興局管内（旭川運輸支局・苫小牧海事事務所の管轄区域を除く）の業務は北海道運輸局本局の直轄業務。なお、かつて存在した本局小樽庁舎(総務・海事部門)の2010年札幌庁舎統合時に設置した小樽海事連絡事務所(2021年廃止)でも取り扱っていた業務の一部について、小樽市が同市産業港湾部港湾室に窓口を開設している。
函館運輸支局海岸町庁舎
- 所在地：北海道函館市海岸町24-4　函館港湾合同庁舎
- 管轄区域：渡島総合振興局管内、檜山振興局管内

旭川運輸支局稚内庁舎
- 所在地：北海道稚内市開運2丁目2-1　稚内港湾合同庁舎
- 管轄区域：宗谷総合振興局管内、紋別市、紋別郡、中川郡、天塩郡

室蘭運輸支局入江町庁舎
- 所在地：北海道室蘭市入江町1-13　室蘭地方合同庁舎
- 管轄区域：胆振総合振興局管内（苫小牧市および勇払郡を除く）

室蘭運輸支局苫小牧海事事務所
- 所在地：北海道苫小牧市港町1丁目6-15　苫小牧港湾合同庁舎
- 管轄区域：日高振興局管内、苫小牧市、千歳市、恵庭市、勇払郡

釧路運輸支局
- 所在地：北海道釧路市鳥取大通6丁目2-13
- 管轄区域：釧路総合振興局管内、根室振興局管内、十勝総合振興局管内、オホーツク総合振興局管内（紋別市および紋別郡を除く）